# آنگ سان سو چی
آنگ سان سو چی (به برمه‌ای: အောင်ဆန်းစုကြည်) (زاده ۱۹ ژوئن ۱۹۴۵)، سیاستمدار، دیپلمات، نویسنده و مدافع حقوق بشر میانمار است که به عنوان نخستین مشاور دولتی میانمار و رهبر اتحادیه ملی برای دموکراسی فعالیت می‌کرد. او در این نقش به‌طور دفاکتو رئیس دولت است و مقامی هم‌ارز نخست‌وزیر داشت. او همچنین نخستین زنی بود که به عنوان وزیر امور خارجه میانمار، وزیر برق و انرژی و وزیر آموزش در کابینهٔ رئیس‌جمهور تین چیاو فعالیت کرده و از سال ۲۰۱۲ تا ۲۰۱۶ نماینده ی پارلمان این کشور بود.
او از مخالفان حکومت نظامی پیشین میانمار و برنده جایزه صلح نوبل بود. در انتخابات عمومی ۱۹۹۰ اتحادیه ملی دموکراسی به رهبری او توانست ۵۹٪ آرای ملی و ۸۱٪ کرسی‌های مجلس را از آن خود کند. او که پیش از این انتخابات نیز در حبس خانگی بود، مجموعاً ۱۵ سال از عمر خود را بین ژوئیه ۱۹۸۹ تا نوامبر ۲۰۱۰ در حبس خانگی به‌سر برد. وی برنده جوایزی همچون جایزه صلح نوبل (۱۹۹۱)، جایزه لژیون دونور، جایزه ساخاروف، نشان افتخار آزادی رئیس‌جمهوری، جایزه بین‌المللی سیمون بولیوار (از دولت ونزوئلا)، جایزه جواهر لعل نهرو را به منظور تفاهم بین‌المللی از دولت هند (۱۹۹۲) و جایزه اولاف پالمه شده‌ است. با وجود دریافت جوایز بین‌المللی وی به دلیل سکوت در برابر نسل‌کشی قوم روهینگا و برخوردهای حکومت با این قوم توسط جامعهٔ مدنی محکوم شده‌است. در همین رابطه پارلمان اروپا در تاریخ ۱۰ سپتامبر ۲۰۲۰ نام وی را از فهرست گروه برندگان جایزه ساخاروف حذف کرد. در تاریخ یکم فوریه سال۲۰۲۱ خبرگزاری‌های دنیا اعلام کردند آنگ سان سوچی بازداشت و احتمال کودتا در میانمار می‌رود.

## نام
آنگ سان سو چی, مانند دیگر نام‌های برمه‌ای فاقد هر گونه نام خانوادگی است، و صرفاً نامی شخصی است، که در مورد او از سه تن از بستگانش گرفته شده: آنگ سان از پدرش، سو از مادربزرگ پدریش و چی از مادرش چین چی.

## زندگی

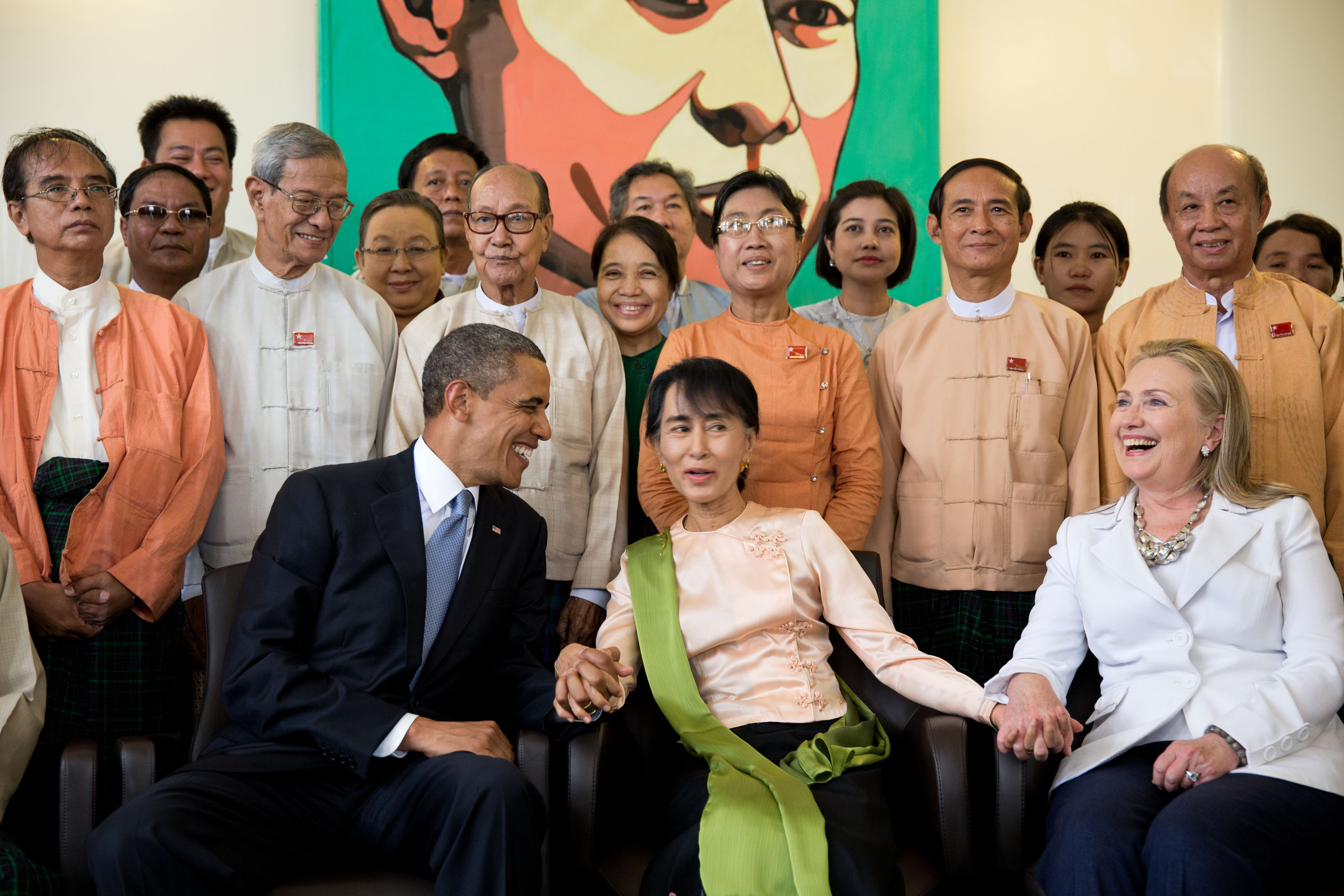
سو چی در حین خوش‌وبِش با هیلاری کلینتون و باراک اوباما در خانه‌اش در یانگون. اعضای دفتر و دستیاران آنگ سان سو چی در ردیف پشت دیده می‌شوند.

وی در روز ۱۹ ژوئن ۱۹۴۵ در شهر رانگون پایتخت میانمار زاده شد. پدرش بنیان گذار ارتش نوین میانمار و از مذاکره کنندگان استقلال میانمار از امپراتوری بریتانیا در سال ۱۹۴۷ بود. او در همان سال به دست رقیب خود کشته شد.
مادرش که به عنوان یک چهرهٔ سیاسی در دولت جدید میانمار حضور داشت به عنوان سفیر به هند و نپال اعزام شد و فرصتی فراهم آورد تا آنگ‌سان در سال ۱۹۶۴ به تحصیل علوم سیاسی در دهلی بپردازد.
او در ۱۹۶۹ دورهٔ کارشناسی خود را در رشته‌های فلسفه، علوم سیاسی و اقتصاد در کالج سنت هیو در دانشگاه آکسفورد به پایان رساند. سپس به مدت سه سال در نیویورک زندگی کرد و در سازمان ملل متحد به کار پرداخت و همزمان مجبور بود برای تأمین مالی خود مطالبی برای مایکل اریس پژوهشگر فرهنگ تبت بنویسد. آن دو در ۱۹۷۲ با یکدیگر ازدواج کردند.
او در ۱۹۸۵ دکترای خود را از دانشکده مطالعات مشرق‌زمین و آفریقا دانشگاه لندن دریافت کرد و در سال ۱۹۸۸ نه تنها برای نگهداری از مادر بیمارش بلکه برای رهبری جنبش دموکراسی‌خواهی میانمار به کشورش بازگشت. دیدار او با شوهرش مایکل اریس در کریسمس ۱۹۹۵ بی اینکه بدانند آخرین دیدار آن دو بود. چرا که آنگ‌سان در میانمار باقی‌ماند و شوهرش کشور را ترک کرد، ولی حکومت میانمار درخواست‌های بعدی شوهرش برای دریافت روادید را رد کرد. اریس در ۱۹۹۷ از سرطان پروستات غیرقابل علاج خود آگاه شد. علی‌رغم درخواست مستقیم کوفی عنان و پاپ ژان پل دوم از حکومت میانمار برای دادن روادید، آن‌ها با بیان اینکه امکانات لازم برای نگهداری از مایکل اریس را ندارند از دادن روادید به او سر باز زدند. در عوض پیشنهاد دادند که آنگ‌سان سوچی برای دیدار او از کشور خارج شود. او به‌طور موقت از حبس خانگی خارج شد تا بتواند از کشور خارج شود؛ ولی او که می‌دانست در صورت خروج دیگر اجازهٔ ورود به کشور را نخواهد یافت از این کار امتناع کرد. اریس در سال ۱۹۹۹ در روز تولد ۵۳ سالگی خود درگذشت.

## کنش سیاسی

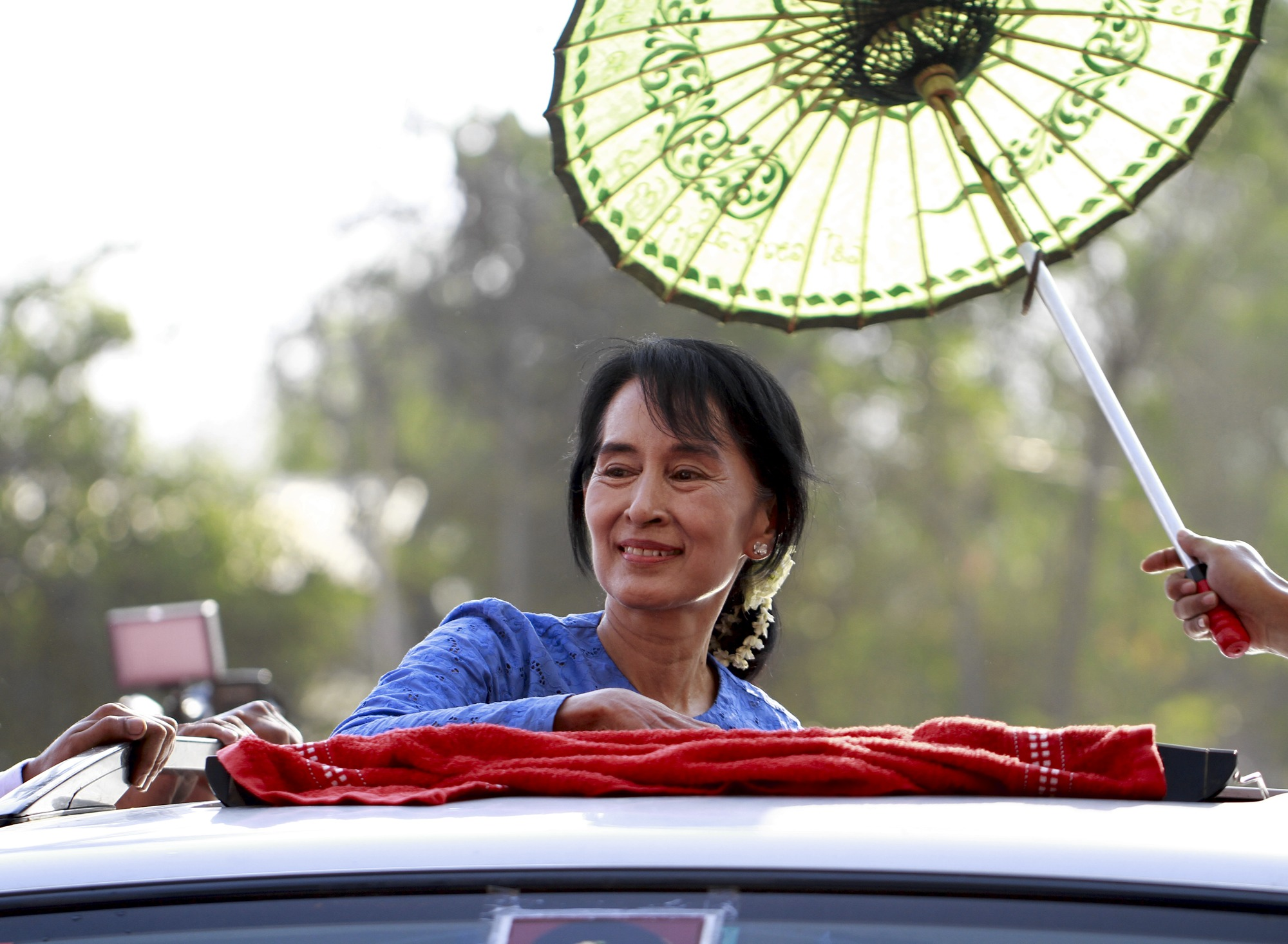
آنگ سان سو چی

بازگشت آنگ سان سوچی به میانمار در ۱۹۸۸ هم‌زمان با استعفای نی وین، رهبر نظامی میانمار و حزب سوسیالیست آن بود. تظاهرات دموکراسی‌خواهانه مخالفان شورای نظامی حاکم که از سال ۱۹۶۲ بر کشور فرمانروائی می‌کرد در ۸ اوت ۱۹۸۸ به‌طور خشونت‌باری سرکوب شد. اما این تظاهرات هم چنان ادامه یافت. در ۲۶ اوت ۱۹۸۸، او موفق شد یک راه‌پیمایی نیم‌میلیون نفره را با شعار حکومت دموکراتیک رهبری کند؛ ولی با این حال، حکومت نظامی دیگری بر سر کار آمد.
آنگ سان سوچی که تحت تأثیر فلسفه بدون خشونت ماهاتما گاندی و به ویژه مفاهیم آیین بودایی بود، با هدف مبارزه برای دموکراسی وارد سیاست شد. او به تأسیس «اتحاد ملی برای دموکراسی» کمک کرد. در ۲۰ ژوئیه ۱۹۸۹ پس از چند هفته از کشتار میدان تیان‌آنمن شورای نظامی حاکم بر میانمار آنگ سان سو چی و دیگر رهبران دموکراسی‌خواه را به حبس خانگی محکوم می‌کند. این آغاز دورانی تیره و تار در تاریخ میانمار است که تا سال ۲۰۱۰ ادامه یافت. به او پیشنهاد شد که در ازای خروج از کشور آزاد شود اما این پیشنهاد را رد کرد. با وجود اعتقاد آنگ سان به مبارزهٔ بدون خشونت، گروهی از فرماندهان سابق نظامی و سیاسیون قدیمی که در دوران بحران به «اتحاد ملی» پیوسته بودند مبارزات او را بیش از حد خشونت‌آمیز دانستند و از این تشکل کناره‌گیری کردند. با این حال، او محبوبیت و حمایت فراگیر را در بین جوانان اتحادیه ملی حفظ کرد.
شورای نظامی در سال ۱۹۹۰ در برابر فشارهای سیاسی اجازه انتخابات ملی را داد. با وجود تنگناهای آشکار و پنهانی که نیروهای نظامی برپا داشته بودند، حزب اتحادیه ملی برای دموکراسی به رهبری آنگ سان سو چی نزدیک به ۸۰٪ کرسی‌های مجلس انتخابی را به دست آورد و نخستین نخست‌وزیر برگزیده مردم شد. اما نیروهای نظامی از پذیرش نتیجه انتخابات سر باز زدند و قدرت را با نام «انجمن اعاده نظم و قانون ایالتی» (سلوریک) در دست گرفتند.
در ۱۴ اکتبر ۱۹۹۱ کمیته جایزه نوبل او را به عنوان برنده جایزه صلح نوبل به جهانیان معرفی کرد. اما به دلیل حبس خانگی، در دسامبر همان سال پسر ۱۸ ساله او «الکساندر اریس» از سوی او این جایزه را دریافت کرد.

الکساندر با تقدیم آن جایزه به همه مردم میانمار گفت» 
"این جایزه مال آنهاست و پیروزی نهایی در پیکاری دراز مدت، صلح، آزادی و دموکراسی را به میانمار باز خواهد گرداند."

## پایان حبس خانگی
در ۱۳ نوامبر ۲۰۱۰ با اجرای فرمان آزادی آنگ سان سو چی رهبر مخالفان دولت میانمار و برچیده شدن ایستگاه‌های پلیس در اطراف خانه وی، دوران حبس خانگی این برنده جایزه صلح نوبل سرانجام سپری شد و صدها نفر از حامیان خانم سوچی، وی را در مقابل در منزلش مشاهده کردند.

## انتقادها
پس از آزار روهینگیا در میانمار (۲۰۱۶) یانگی لی، گزارشگر سازمان ملل متحد در امور حقوق بشر در میانمار، از آنگ سانگ سوچی، که رهبری این کشور را برعهده دارد، انتقاد کرد و گفت که آنگ سان سوچی از اقلیت مسلمانان روهینگیا حمایت نکرده‌است. سازمان عفو بین‌الملل از او به علت سکوت برابر آزار مسلمان روهنیگا انتقاد کرد و مدال افتخار او را پس گرفت.
در نوامبر ۲۰۱۸ سازمان عفو بین‌الملل اعلام کرد که جایزه اعطایی خود را از آنگ سان سوچی پس می‌گیرد. پیشتر مجلس کانادا نیز شهروندی افتخاری او را لغو کرده بود.
آنگ سان سوچی ، در صورت اثبات «پاکسازی قومی» علیه اقلیت روهینگیا و پیگیری آن به صورت قضایی توسط دیوان بین‌المللی کیفری ممکن است در آینده با اتهام «همدستی در پاکسازی قومی» یا دیگر اتهامات مرتبط با سرکوب مسلمانان در استان راخین روبرو شود.

## بازداشت و برکناری از قدرت
پس از انتشار اخباری دربارهٔ بازداشت «آنگ سان سوچی»، رهبر حزب حاکم اتحادیه ملی دموکراسی و دیگر رهبران این حزب در بامداد ۱۳ بهمن ۱۳۹۹ (یکم فوریه ۲۰۲۱) ارتش میانمار در بیانیه‌ای اعلام کرد که قدرت را به مدت یک سال در اختیار گرفته‌است. ارتش میانمار برگزارکنندگان انتخابات پارلمانی آبان ماه را به تقلب گسترده در انتخابات متهم کرده بود و خواستار به تعویق افتادن افتتاح دور جدید پارلمان میانمار شده بود که قرار بود در این روز صورت گیرد. پیش از آنکه ارتش میانمار اعلام کند که قدرت را برای مدت یک سال به دست گرفته‌است، آنگ سان سوچی و دیگر مقام‌های ارشد حزب اتحادیه ملی دموکراسی از جمله «وین مینت» رئیس‌جمهور میانمار و چند تن از وزرای ایالتی را بازداشت کرده بودند.